# Aston Martin DBR4
Az Aston Martin DBR4 egy Formula–1-es versenyautó, melyet Ted Cutting tervezett az Aston Martin részére, és amellyel az 1959-es, valamint egy futam erejéig az 1960-as Formula–1 világbajnokságban szerepeltek.

## Áttekintés
Az 1950-es évek végén a sportautóversenyeken az Aston Martin szép sikereket ért el - 1959-ben megnyerték a Le Mans-i 24 órás versenyt, illetve a World Sportscar Championship-et. Ezért úgy döntöttek, hogy a sikereket a Formula–1-ben is el kívánják érni. Az új versenyautó alapja az Aston Martin DB3S sportautó volt, és bár már 1957-től teszteltek vele, ténylegesen csak 1959-ben mutatkozott be. Két pilótája Roy Salvadori és Carroll Shelby voltak. A késlekedésnek azonban megvolt a böjtje: két év alatt a DBR4-es technikai megoldásai elavulttá váltak, ezért aztán kudarccal végződött a részvétele. A csapat 1960-ban még megpróbálkozott egy újabb autó nevezésével (ez lett a DBR5-ös), de annak kudarcait látva inkább kiszálltak a Formula–1-ből, és hatvan évig vissza se tértek önálló csapatként.

## Eredmények

### Teljes Formula–1-es eredménysorozat
| Év   | Csapat                  | Motor                        | Gumik | Pilóták        | 1   | 2   | 3   | 4   | 5   | 6   | 7   | 8   | 9   | 10  | Pontok | Helyezés |
| ---- | ----------------------- | ---------------------------- | ----- | -------------- | --- | --- | --- | --- | --- | --- | --- | --- | --- | --- | ------ | -------- |
| 1959 | David Brown Corporation | Aston Martin DOHC straight-6 | A     |                | MON | 500 | NED | FRA | GBR | GER | POR | ITA | USA |     | 0      | -        |
| 1959 | David Brown Corporation | Aston Martin DOHC straight-6 | A     | Roy Salvadori  |     |     | KI  |     | 6   |     | 6   | KI  |     |     | 0      | -        |
| 1959 | David Brown Corporation | Aston Martin DOHC straight-6 | A     | Carroll Shelby |     |     | KI  |     | KI  |     | 8   | 10  |     |     | 0      | -        |
| 1960 | David Brown Corporation | Aston Martin DOHC straight-6 | D     |                | ARG | MON | 500 | NED | BEL | FRA | GBR | POR | ITA | USA | 0      | -        |
| 1960 | David Brown Corporation | Aston Martin DOHC straight-6 | D     | Roy Salvadori  |     |     |     | NI  |     |     |     |     |     |     | 0      | -        |

### Nem Formula–1-es versenyeken elért eredmények
| Year | Csapat                  | Motor                        | Gumik | Pilóták             | 1   | 2   | 3   | 4   | 5   | 6   | 7   |
| ---- | ----------------------- | ---------------------------- | ----- | ------------------- | --- | --- | --- | --- | --- | --- | --- |
| 1959 | David Brown Corporation | Aston Martin DOHC straight-6 | A     |                     | GLV | AIN | INT | IGC | SCT |     |     |
| 1959 | David Brown Corporation | Aston Martin DOHC straight-6 | A     | Roy Salvadori       |     |     | 2   |     |     |     |     |
| 1959 | David Brown Corporation | Aston Martin DOHC straight-6 | A     | Carroll Shelby      |     |     | 6   |     |     |     |     |
| 1960 | David Brown Corporation | Aston Martin DOHC straight-6 | D     |                     | RSA | CBA | GLV | INT | SCT | LOM | IGC |
| 1960 | David Brown Corporation | Aston Martin DOHC straight-6 | D     | Roy Salvadori       |     |     |     | KI  |     |     |     |
| 1960 | David Brown Corporation | Aston Martin DOHC straight-6 | D     | Maurice Trintignant |     |     |     | 10  |     |     |     |

## Fordítás
- Ez a szócikk részben vagy egészben  az   Aston Martin DBR4 című angol Wikipédia-szócikk ezen változatának fordításán alapul.  Az eredeti cikk szerkesztőit annak laptörténete sorolja fel. Ez a jelzés csupán a megfogalmazás eredetét és a szerzői jogokat jelzi, nem szolgál a cikkben szereplő információk forrásmegjelöléseként.

Sablon:F1 1959 autók